# Andrzej Sawa
Andrzej Sawa (* 1941) je polsko-jihoafrický fotograf.

## Raný život
Sawa se narodil v Polsku a v roce 1943 byl odvezen do německého pracovního tábora, kde žil se svou matkou a babičkou až do konce druhé světové války v roce 1945. Oba Sawaovi dědečci z otcovy strany i z matčiny strany byli římští katolíci a byli zavražděni v koncentračním táboře Osvětim.
Přiznává, že jeho láska k fotografii začala, když v roce 1956 přišla do Polska fotografická výstava The Family of Man, tedy v době, kdy dostal od své babičky svůj první fotoaparát.
Sawa získal inženýrský titul v Polsku, ale později začal pracovat na volné noze pro noviny a pořizoval snímky pro místní televizní stanici, než nastoupil do vysílání jako kameraman, i když ve svém srdci zůstal fotografem.
V roce 1970 Sawa emigroval do Jihoafrické republiky, kde pracoval v oblasti elektroniky v STC. Zatímco tam byl na volné noze jako fotograf pro jihoafrický list Sunday Times. 

## Kariéra
Později přijal dvouletou pozici nezávislého fotografa v Johannesburg Sunday Times pokrývající sportovní události. Na konci funkčního období dostal v novinách místo na plný úvazek. Od počátku 70. let byl přidělen do Sunday Times Color Magazine, ale když časopis skončil, byl přesunut do hlavních novin. V letech 1974 až 1983 pokračoval ve fotografování pro noviny, které pokrývaly soutěž krásy Miss South Africa. V letech 1981 až 1992 publikoval fotografie pro obnovený Sunday Times Color Magazine. 
V 80. letech úzce spolupracoval s novinářkou Jani Allanovou. Jako hlavní fotograf listu fotografoval populární celebrity, se kterými dělala rozhovory. Jeho fotografie byly později zkompilovány v Face Value, knize sloupků rozhovorů Allanové doprovázených celostránkovými fotografiemi pořízenými Sawou.
Spolupracoval také s Allanovou a dalšími novináři na úkolech pro noviny s mezinárodními celebritami.
Byl také jediným fotografem mimo National Geographic, kterému bylo povoleno fotografovat přemísťování zvířat v národním parku Etosha v Namibii. 
Mimo časopis nasnímal dvě obálky LP pro hudební skupinu Queen. Zpěvák Queen Freddie Mercury viděl Sawovu práci, když byl v Jihoafrické republice, a zavolal mu, aby ho požádal o spolupráci na obalech. 
Sawa také v letech 1987 až 2007 pracoval pro Flying Springbok, palubní časopis jihoafrické národní letecké společnosti South African Airways, který se specializoval na cestování a fotografování divoké zvěře. Během této doby navštívil 70 zemí.
V roce 1993 vydal svou první samostatnou fotografickou knihu Children of South Africa.
Získal stipendia od tří různých fotografických společností; Královská fotografická společnost Velké Británie (1987); Fotografická společnost jižní Afriky (1987) a Profesionální fotografové jižní Afriky (1997).

## Publikace
- Allan, Jani, Face Value, Longstreet, Kapské Město, 80. léta, ISBN 0-620-07013-7
- Sawa, Andrzej, Children of South Africa, Southern Book Publishers, Jihoafrická republika, 1993, ISBN 1-86812-422-3
- Snyman, Lannice, Sawa, Andrzej, Johnson, Vaughan, Reflections of the South African Table, S & S Publishers, Jihoafrická republika, 1995, ISBN 0-620-19199-6
- Snyman, Lannice, Sawa, Andrzej, South African Family Favourites, vydavatel Don Nelson, 1996, ISBN 9781868061365
- Roberts, Margaret, Weber, Rita, Sawa, Andrzej, Herbs and Spices Cookbook, Southern Book Publishers, Jihoafrická republika, 1998, ISBN 1-86812-483-5
- Snyman, Lannice & Sawa, Andrzej, Rainbow Cuisine, S&S Publishers, Jihoafrická republika, 1998, ISBN 0-620-22354-5
- Snyman, Lannice & Sawa, Andrzej, Gourmet Hideaways, S&S Publishers, Jihoafrická republika, 2000, ISBN 0-620-25924-8
- Snyman, Lannice & Sawa, Andrzej, Rainbow Cuisine, Konemann, Jihoafrická republika, 2001, ISBN 3-8290-5903-5 (2. vydání)
- De Koster, Carolié & Sawa, Andrzej, Snack-style Food, Lapa, Jihoafrická republika, 2004, ISBN 0-7993-3206-2
- De Koster, Carolié & Sawa, Andrzej, Keur Kos vir Elke Dag, LAPA Uitgewers, 2004, ISBN (nevyřízeno)
- De Koster, Carolié & Sawa, Andrzej, Kies Gesond: Resepte vir Elke Dag, LAPA Uitgewers, 2009, ISBN 9780799342796